# Волтер Гуд Фітч
Волтер Гуд Фітч (англ. Walter Hood Fitch; 28 лютого 1817 — 1892) — британський ботанік, ботанічний ілюстратор. 

## Біографія
Волтер Гуд Фітч народився 28 лютого 1817 року у Глазго. 
Фітч зацікавився ботанічною ілюстрацією під впливом професора Вільяма Гукера, компетентного ботанічного ілюстратора, редактора журналу Curtis's Botanical Magazine. Перша літографія Фітча Mimulus roseusз'явилася у Curtis's Botanical Magazine у 1834 році, і незабаром він став його єдиним художником. У 1841 році Вільям Гукер став директором Королівських ботанічних садів в К'ю і Фітч разом із ним перебрався до Лондона. Після 1841 року Фітч був єдиним ботанічним ілюстратором усіх офіційних та неофіційних публікацій, виданих Ботанічними садами в К'ю; він отримував оплату персонально від Гукера. Для збереження часу Фітч створював зображення у техніці літографії. Ці хромолітографії базувалися на ботанічних ілюстраціях, наданих Гукером та іншими авторами.
Важливими роботами Фітча є його ілюстрації до книги Вільяма Гукера A century of orchidaceous plants (1849), та до A Monograph of Odontoglossum Джеймса Бейтмана (1864–74). Він також створив близько 500 ілюстрацій для Icones Plantarum В.Гукера (1836–76) та 4 літографічні пластини до монографії Victoria Regia. Остання робота отримала критичне визнання у журналі Athenaeum, "вони точні, і вони прекрасні"..

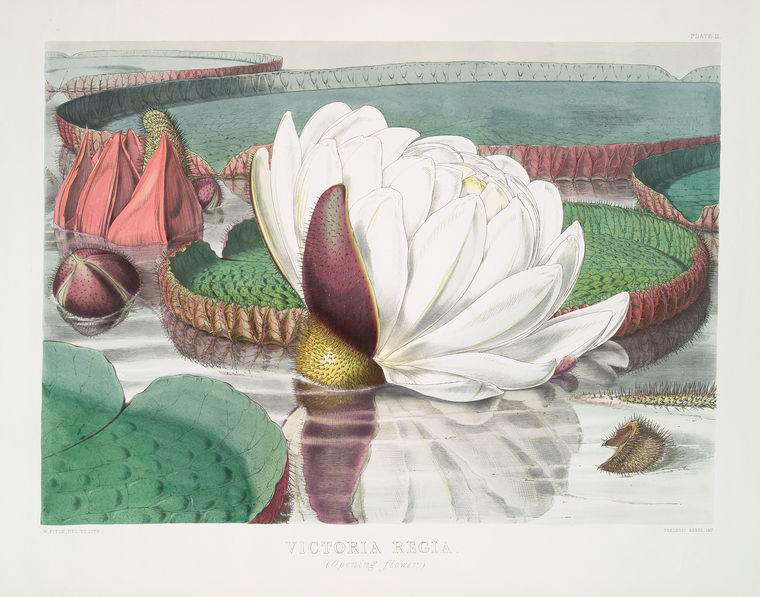
Plate 2, Victoria amazonica, або Victoria Regia, 1851

Також Фітч ілюстрував Handbook of the British Flora Джорджа Бентама (1858, наступне видання за редакцією Джозефа Долтона Гукера).
Коли Дж.Д.Гукер повернувся із своєї подорожі Індією, Фітч створив літографіїз ескізів Гукера для його книги Rhododendrons of Sikkim Himalaya (1849–51) та з малюнків індійських художників для видання Illustrations of Himalayan Plants (1855). Він також створив ілюстрації для книги Гукера-молодшого The Botany of the Antarctic Voyage, яка складалася з трьох томів описів зразків флори Антарктики, Нової Зеландії та Тасманії, зібраних під час експедиції у 1839-1843 роках.
У 1877 році через суперечку з Джозефом Гукером щодо оплати Фітч залишив роботу ілюстратора у Curtis's Botanical Magazine та Ботанічних садах в К'ю.  Проте він залишився активним як ботанічний художник до 1888 року. У цей період він працював дад ілюстраціями до Monograph of the Genus Lilium Генрі Джона Елвіса  (1877–80). У 1857 році Волтер Фітч став членом Лондонського Ліннеївського товариства. Його слава як ботанічного ілюстратора була такою, що у некролозі надрукованому у журналі Nature було заявлено "... його репутація була настільки високою та настільки широко розповсюджена, що тут більше нічого сказати".
Волтер Гуд Фітч помер у 1892 році у К'ю (Лондон).